# Transportujuća ATPaza fosfonata
Transportujuća ATPaza fosfonata (EC 3.6.3.28, Phosphonate-transporting ATPase) je enzim sa sistematskim imenom ATP fosfohidrolaza (fosfonatni transport). Ovaj enzim katalizuje sledeću hemijsku reakciju
ATP + 2O + fosfonatout {\displaystyle \rightleftharpoons } ADP + fosfat + fosfonatin
Ova ATPaza ABC-tipa je karakteristična po prisustvu dva slična ATP-vezujuća domena.

## Spoljašnje veze
- Phosphonate-transporting+ATPase на 